# Hornos del Tajo de Tequixquiac
Los hornos del Tajo de Tequixquiac o hornos de cal es una obra industrial, construida después de la Independencia de México durante los siglos XIX y XX sobre la antigua barranca de Acatlán. Inicialmente se tenía la finalidad de desaguar las aguas de los lagos de Zumpango y Xaltocan para evitar inundaciones en el valle de México. Es el único elemento que se conserva del sistema hidráulico de control de las aguas de los lagos del Valle de México. P ara lograr dicho desagüe, la empresa británica Mexican Prospecting and Finance Co Ltd. y la Read & Campbell Company construyó los hornos y una chimenea para la cocción de cal y la elaboración de ladrillos refractarios destinados a construir el túnel de desagüe del Tajo de Tequixquiac.
Se encuentra ubicado a 2.3 km al sureste de la localidad de Santiago Tequixquiac, en el paraje de El Tajo, del barrio de El Refugio, sobre el viejo camino real hacia Zumpango de Ocampo. Consta de varias estructuras de piedra, que forman parte de un conjunto de monumentos de ingeniería industrial destinada a la construcción.

## Historia
Para enfrentar el riesgo de inundación de la ciudad, se realizaron una serie de obras hidráulicas colosales destinadas al control de los niveles de agua que venía del túnel de Zumpango hacia el río Xothe para desaguar en las aguas del Río Tula.
Después de la independencia de México, los lagos de Texcoco y Xaltocan, representaban una constante amenaza de inundaciones para la Ciudad de México. Se tenía como antecedente, la visita de Alexander von Humboldt en la región de Huehuetoca y de Tequixquiac para lograr el desagüe de los lagos que bordeaban la capital de la Nueva España. Se reanudaron los proyectos de construir túneles hacia el norte del Valle de México, el emperador Maximiliano I decide proyectar un nuevo túnel con una licitación inglesa.

La Chimenea, es un elemento escultórico en el Barrio del Refugio.

Los ingleses financian la construcción del Gran Canal de Desagüe de la Ciudad de México como parte de las obras públicas de la capital mexicana que fueron trabajos lentos y forzados, hasta que Porfirio Díaz le dio el impulso final, para ello optó por entregar a unas empresas inglesas: Mexican Prospecting and Finance Co Ltd. y la Read & Campbell (Compañías que trajeron unos 3000 trabajadores varones de Inglaterra, Gales y Alemania con experiencia en excavaciones), fundaron un campamento en las riberas del río Xothé y río Salado del Tajo de Tequixquiac, ambas empresas fracasaron en la obra, debido a los gastos imprevistos y la maquinaria insuficiente para desaguar las lumbreras.
Los hornos de cal y la chimenea, es otra de las obras artísticas que destacan en el municipio de Tequixquiac de la arquitectura industrial. La Chimenea, es hoy en día un elemento escultórico que formó parte de un conjunto arquitectónico industrial de elaboración de cal, La Chimenea es un hito que se ha convertido en elemento escultórico que representa al Tajo de Tequixquiac, en el barrio del Refugio, su construcción semeja a las chimeneas de las haciendas mineras de Real del Monte, debido a que fue construido y financiado por ingleses contratados por el gobierno de Porfirio Díaz.
Actualmente, en coordinación con especialistas en restauración de arquitectura industrial en México, a través del INAH; se lleva a cabo los trabajos de recuperación y restauración de estructuras del siglo XIX, para la difusión cultural y arqueológica del país. El turismo es una de las estrategias de difusión y conservación para las estructuras pétreas de la ingeniería.

## Arquitectura

Fachada exterior del Horno de Cal 1.

La construcción de los dos hornos existentes fueron realizados en diferentes etapas, a lo largo del siglo XIX, el acceso es un distribuidor octagonal que al centro se ubica el horno de altas temperaturas donde se elabora el cementante para colocar el horno refractario hasta llegar a la altura de la bóveda de tabique; el acero refuerza el interior del horno. Al exterior se encuentran seis contrafuertes hechos de piedra de tepetate con dos arcos de acceso canteados con tepetate, un material originario del lugar. La chimenea es un elemento cuadrangular que se levanta a una altura de 40 metros aproximadamente.

### Galería del Horno 1

### Galería del Horno 3

## Zona de monumentos históricos
Por su valor para la historia política, social y artística de México, el conjunto estructural industrial y todos sus elementos arquitectónicos fueron declarados zona de monumentos históricos por decreto oficial. La declaratoria comprende los siguientes elementos de la zona de monumentos arquitectónicos y  relevancia natural:
- Horno de cal 1
- Horno de cal 2
- Horno de cal 3
- Boca del túnel-Tajo de Tequixquiac
- Chimenea
- Escuela Federal Vicente Guerrero
- Relieve y flora del Palo Grande